# Bambu Lab
A Bambu Lab é uma empresa chinesa especializada no desenvolvimento de impressoras 3D de alta performance para uso doméstico e profissional. Fundada em 2022, a empresa rapidamente ganhou notoriedade internacional ao lançar dispositivos que combinam velocidade, precisão e automação avançada, como inteligência artificial embarcada para detecção de falhas, calibração automática e sistemas de impressão multicolorida por meio do AMS (Automatic Material System).
Sua sede está localizada em Shenzhen, China, e seus produtos são amplamente utilizados por entusiastas da impressão 3D, profissionais de design, engenharia e prototipagem rápida.

## História
A Bambu Lab foi fundada em 2022 por um grupo de ex-engenheiros da DJI, empresa conhecida globalmente por seus drones e soluções de robótica. O objetivo inicial era criar impressoras 3D acessíveis, mas com qualidade e desempenho comparáveis aos equipamentos industriais.
O primeiro grande lançamento da empresa foi a impressora Bambu Lab X1 Carbon, apresentada por meio de uma campanha de financiamento coletivo na plataforma Kickstarter, que rapidamente ultrapassou a meta estipulada. O sucesso do modelo se deve à combinação de componentes de alta qualidade, arquitetura CoreXY, sensores de calibração automática e o inovador sistema AMS (Automatic Material System), que permite a troca automática de filamentos para impressão multicolorida.
Desde então, a empresa expandiu seu portfólio com modelos como o P1P, X1E e A1 Mini, atingindo diversos segmentos do mercado. Em pouco tempo, a Bambu Lab se tornou uma das empresas mais influentes no setor de impressão 3D, sendo frequentemente comparada a nomes consolidados como Prusa Research e Creality.